# Sofia Enriqueta de Waldeck
Sofia Enriqueta de Waldeck (en alemany Sophia Henriette von Waldeck) va néixer a Arolsen (Alemanya) el 3 d'agost de 1662 i va morir a Erbach el 15 d'octubre de 1702. Era filla de Jordi Frederic de Waldeck (1620-1692) i d'Elisabet Carlota de Nassau-Siegen (1626-1694).

## Matrimoni i fills
El 30 de novembre de 1680 es va casar amb el duc Ernest III de Saxònia-Hildburghausen (1655-1715), fill d'Ernest I de Saxònia-Gotha-Altenburg (1601-1675) i de la princesa Elisabet Sofia de Saxònia-Altenburg (1619-1680). El matrimoni va tenir cinc fills: 
- Ernest Frederic (1681-1724), hereu del ducat de Saxònia-Hildburghausen, casat amb Sofia Albertina d'Erbach-Erbach (1683-1742).
- Sofia Carlota 1682-1684)
- Sofia Carlota (1685-1710)
- Carles Guillem (1686-1687)
- Josep Frederic (1702-1787), casat amb Anna de Savoia-Carignan (1683-1763)